# Ole Bitsch
Ole Lund Bitsch (født 2. april 1982) er en dansk håndboldtræner, der fra sommeren 2023 er cheftræner for Viborg HK i Damehåndboldligaen. Han har siden august 2022 været landstræner for Danmarks U/17-kvindehåndboldlandshold.
Bitsch startede sin trænerkarriere for Randers HK som assistenttræner, under Jan Leslie. Med klubben vandt han Damehåndboldligaen i 2011/12-sæsonen. Derefter fortsatte han i Randers, med i stedet som cheftræner for Randers HH i 1. division. Her trænede han holdet i fire sæsoner og formåede at oprykke klubben til Herrehåndboldligaen i 2016. Trods den store succes og Bitsch' anerkendelse, stoppede han i klubben selvsamme år oprykning var sikret. Her overtog han et andet 1. divisionshold i Skive FH. I sommeren 2021 blev han ansat som cheftræner i hans tidligere klub, Randers HK i Damehåndboldligaen. Bitsch stod i spidsen for holdet i 1/5 sæson, der positionerede sig som et bundhold i ligaen. I november 2022 erklærede klubben sig konkurs, hvorfra ligaholdet blev opløst og Bitsch blev klubløs.
I november 2022 skrev han kontrakt med den danske topklub Viborg HK, gældende tre sæsoner.